# Diana Taurasi
Diana Lorena Taurasi (11 de juny de 1982, Chino, Califòrnia) és una jugadora de bàsquet estatunidenca que pertany a la plantilla de les Phoenix Mercury de la WNBA, sent la màxima anotadora de la historia WNBA i la primera en aconseguir anotar 1.000 triples en la WNBA. Casada en 2017 amb la també campiona de la WNBA Penny Taylor, el seu pare va ser un futbolista italià i la seva mare era de nacionalitat argentina. La seva vida va transcórrer entre Argentina i Estats Units, sent aquesta última la seva nacionalitat.

## Trajectòria esportiva
Va ser escollida en la primera posició del draft de la WNBA de 2004 per Phoenix Mercury, on fou Rookie de l'any Aprofitant que la lliga nord-americana es juga en els mesos d'estiu, també ha jugat en lligues europees a Turquia i Rússia, esdevenint campiona de la WNBA en tres ocasions, i sis en de l'Eurolliga de bàsquet femenina, del 2007 al 2010 amb l'Spartak Regió de Moscou i el 2013 i 2016 amb l'UMMC Iekaterinburg. En 2017 va superar Tina Thompson com a màxima anotadora de la WNBA. Amb la selecció dels Estats Units ha guanyat la medalla d'or en les olimpíades de 2004, 2008, 2012 i 2016, sent un dels cinc únics jugadors de bàsquet de la història en aconseguir-ho.